# バリー・フォルデ
バリー・フォルデ（Barry Forde、1976年9月17日- ）は、バルバドスの自転車競技（トラックレース）選手。
2003年の世界自転車選手権・ケイリンにおいて、バルバドスの選手として同大会史上初のメダリストとなる3位に入る。翌2004年に行われたアテネオリンピックでは個人スプリントに出場し6位入賞を果たした。2005年は大活躍の年となり、世界選手権・ケイリンで2位に入った他、パンアメリカン自転車競技選手権ではスプリント、ケイリンを制し二冠を達成。
2004年は国際競輪に出走し、13戦して1着は2回だったが、2着は5回あり、うまいレース運びを見せていた。
2005年10月、テストステロンの陽性反応が出て出場停止処分となった。2008年のUCIトラックワールドカップより復帰している。